# 盧子賢
盧子賢（1993年9月29日—），暱稱小草、小草Yue、草主播，知名於《跑跑卡丁車》遊戲，為《台灣電子競技聯盟》職業正式比賽項目《跑跑卡丁車》的選手，之前隸屬於《華義Spider》的跑跑卡丁車團隊。為台灣電競聯盟中《跑跑卡丁車》的頂尖選手之一，聯盟在新聞或是其他文章中曾以「跑跑一哥」稱之，亦被廣大觀眾稱為「跑跑四大天王」。在台灣電競聯盟第六季總冠軍賽結束不久後，於2013年9月正式宣佈退休的消息。2015年5月15日，英雄聯盟電競隊伍《台北暗殺星》於臉書正式公布加入該隊，並擔任SUP、TOP位置的替補隊員，離隊後轉職擔任遊戲實況主及YouTuber，2019年8月參加《QQ飞车》所舉辦的亞洲杯，被RSG小鈺零封，榮獲季軍。現今是全職youtuber，偶爾在twitch實況。

## 選手生涯
- 2007年1月10日：開始接觸《跑跑卡丁車》。[2]
- 2008年：參與《台灣電競聯盟選秀賽》的《跑跑卡丁車》項目中獲得第三名、《Hinet遊戲擂台》《跑跑卡丁車》項目中獲得冠軍。但因年齡未達當時下限而未能參加職業隊。[3]
- 2009年：加入《華義Spider》的跑跑卡丁車團隊，成為職業選手，暱稱為《Yue》。
- 2009年3月：於開幕賽中初次登場，對手為《橘子熊》，初次登場即拿下兩次第一名，助華義以5比0完封橘子熊(電視於2009/4/17播出)。
- 2009年6月24日：獲選為跑跑卡丁車台灣代表隊成員，在《台韓職業電競明星邀請賽》中與韓國選手比賽。
- 2009年9月：因在比賽中隊友多次蓄意讓位[4]，協助盧子賢拉高平均積分之故，被聯盟處罰100000元新台幣，最後以口頭告誡並無實際罰100000元新台幣。[5]
- 2009年11月6日：獲得《台灣職業電競聯賽》的總冠軍，也是華義Spider的第二個總冠軍，並獲選為《總冠軍賽MVP》。
- 2009年11月19日：獲得《最佳卡丁車手》與《最佳卡丁車助攻手》兩項個人獎，也是聯盟第一人同時獲得跑跑兩項個人獎。
- 2010年2月:獲得年度《最佳卡丁車手》、《最佳卡丁車助攻手》與《最佳人氣獎》等獎項。拍攝神鑰王Online廣告。
- 2011年8月:蟬連《最佳卡丁車手》、《最佳人氣獎》等獎項。
- 2011年12月：電競五年上半季例行賽，帶領華義Spider的KR團隊拿下24勝3敗(8成89勝率)的成績，打破橘子熊在聯盟寫下的8成75勝率。

## 個人經歷
- 業餘DiviNe跑跑卡丁車隊榮譽隊員
- 台灣電子競技聯盟華義Spider跑跑卡丁車職業選手(2009-2013)
- 2009台韓電競明星邀請賽台灣跑跑卡丁車代表隊成員
- 擔任英雄聯盟LMS聯賽隊伍台北暗殺星職業選手(2015-2016)
- 擔任英雄聯盟LMS聯賽隊伍J Team職業選手(2016)
- 擔任J Team旗下實況主(2016-2018)
- 2019年第一屆QQ飛車亞洲盃 中華臺北代表選手
- 現任全職Youtuber和知名遊戲實況主

## 個人獎項

### 跑跑卡丁車
- YAMAHA盃 前八強
- Hinet盃 冠軍
- 2008 台灣電競聯盟選秀賽第三名
- TeSL總冠軍MVP：1次（2009）
- TeSL 2年 年度總冠軍（2009）
- TeSL《跑跑卡丁車》最佳卡丁車手：2次（2009、2010-11）
- TeSL《跑跑卡丁車》最佳卡丁車助攻手：2次（2009、2010-11）
- TeSL 2年 最佳人氣獎（2009）
- TeSL 3年 上半季冠軍（2010）
- TeSL 3年 最佳人氣獎（2010-2011）
- TeSL 4年 年度最佳卡丁車手（2011）
- TeSL 4年《S&K項目》最佳人氣獎（2011）
- TeSL 5年 上半季冠軍（2011-2012）
- TeSL 5年 年度MVP（2011-2012）

資料來源：台灣電子競技聯盟官網、華義Spider官網

### 英雄聯盟
資料來源：LMS職業聯賽官網、台北暗殺星官網以及J Team 官網

### 極速領域
| 比賽           | 比賽           | 比賽日期    | 成績                    | 描述 |
| -------------- | -------------- | ----------- | ----------------------- | --- |
| 春季錦標賽     | 春季錦標賽     | 18/5/2019   | 亞軍                    | 不敵澳門選手Moverest 冠亞賽 4:1 敗                                                                                        |
| 夏季城市賽     | 台中站         | 6/7/2019    | 台中站冠軍              | 分別在四強賽和決賽以 2:0 戰勝 DMC 和 C025 (為 123 車隊的隊長，隊員分別有 小草Yue, 諾克, 巧克力蛋捲, Moverest, 片桐夏向熊) |
| 夏季城市賽     | 決賽           | 27/7/2019   | 總冠軍                  | 決賽以 2:0 擊敗月神實況，獲得冠軍                                                                                         |
| 極速領域亞洲盃 | 分組積分淘汰賽 | 2-4/8/2019  | 晉級                    | 境外賽區以分組成績11分 個人總成績328分進入勝者組                                                                          |
| 極速領域亞洲盃 | 單挑淘汰賽     | 9-10/8/2019 | 晉級                    | 境外賽區勝者組 以2:0擊敗 Mantle 進入準決賽 境外賽區準決賽 以2:0擊敗 Moverest 進入決賽                                     |
| 極速領域亞洲盃 | 四強賽         | 18/8/2019   | 季軍 境外賽區最佳人氣獎 | 不敵中國QQ飛車職業選手RSG.小鈺（小分8:0，大分2:0）與中國QQ飛車職業選手QG.閩閩並列季軍                                     |

### 2022亞洲電競大賞
| 獎項                       | 結果 |
| -------------------------- | ---- |
| 年度最佳電玩影音創作者獎   | 提名 |
| 年度最佳手機遊戲類型選手獎 | 獲獎 |

## 生涯成績

### TeSL例行賽
| 年度     | 所屬隊伍   | 所屬隊伍 | 出賽數 | 比賽回合數 | 總積分 | 平均積分 (個人賽勝率) | 助攻 | 平均助攻 | 失誤 | 平均失誤 | 受迫性失誤 | 比賽名次 | 比賽名次 | 比賽名次 | 比賽名次 | 比賽名次 | 比賽名次 | 比賽名次 |
| 年度     | 所屬隊伍   | 所屬隊伍 | 出賽數 | 比賽回合數 | 總積分 | 平均積分 (個人賽勝率) | 助攻 | 平均助攻 | 失誤 | 平均失誤 | 受迫性失誤 | 第一名   | 第二名   | 第三名   | 第四名   | 第五名   | 第六名   | 失敗     |
| 2009     | 華義Spider | 團體     | 42     | 276        | 2,193  | 7.95(1)               | 147  | 0.53(1)  | 325  | 1.18     | 159        | 138      | 43       | 41       | 22       | 17       | 15       | 0        |
| 2010-11  | 華義Spider | 團體     | 28     | 216        | 1,691  | 7.83(1)               | 117  | 0.54(1)  | 223  | 1.03     | 107        | 101      | 38       | 29       | 24       | 11       | 13       | 0        |
| 2010-11  | 華義Spider | 個人     | 28     | 28         | 264    | 71%                   | 0    | 0.00     | 21   | 0.75     | 4          | 20       | 8        |          |          |          |          | 0        |
| 生涯總計 | 生涯總計   | 團體     | 70     | 492        | 3,884  | 7.89                  | 264  | 0.54     | 548  | 1.11     | 266        | 239      | 81       | 70       | 46       | 28       | 28       | 0        |
| 生涯總計 | 生涯總計   | 個人     | 28     | 28         | 264    | 71%                   | 0    | 0.00     | 21   | 0.75     | 4          | 20       | 8        |          |          |          |          | 0        |

### TeSL季後賽
| 年度     | 所屬隊伍   | 出賽數 | 比賽回合數 | 總積分 | 平均積分 | 助攻 | 平均助攻 | 失誤 | 平均失誤 | 受迫性失誤 | 比賽名次 | 比賽名次 | 比賽名次 | 比賽名次 | 比賽名次 | 比賽名次 | 比賽名次 |
| 年度     | 所屬隊伍   | 出賽數 | 比賽回合數 | 總積分 | 平均積分 | 助攻 | 平均助攻 | 失誤 | 平均失誤 | 受迫性失誤 | 第一名   | 第二名   | 第三名   | 第四名   | 第五名   | 第六名   | 失敗     |
| 2009     | 華義Spider | 2      | 18         | 127    | 7.06     | 8    | 0.44     | 27   | 1.50     | 9          | 7        | 3        | 3        | 1        | 1        | 2        | 1        |
| 生涯總計 | 生涯總計   | 2      | 18         | 127    | 7.06     | 8    | 0.44     | 27   | 1.50     | 9          | 7        | 3        | 3        | 1        | 1        | 2        | 1        |

## 外部連結
- 盧子賢 小草的Facebook專頁
- 小草Yue的Instagram帳戶
- YouTube上的小草Yue頻道
- 小草的Twitch频道